# Jeanne Baret
Jeanne Baret, także Barret lub Baré (ur. 1740 w La Comelle, zm. 5 sierpnia 1807 w Saint-Aulaye) – francuska botaniczka, uczestniczka wyprawy Louisa Antoine'a de Bougainville'a w latach 1766–1769, uznawana za pierwszą kobietę, która opłynęła świat. Podróżowała jako Jean Baret, przebrana za mężczyznę, sługę Philiberta Commersona, naukowca pracującego dla francuskiej marynarki. 

## Życiorys
Przyszła na świat w Burgundii jako córka Jeana Bareta i Jeanne Pochard. Ojciec, robotnik dzienny, prawdopodobnie był analfabetą. Rodzina była zubożała.
Niewiele wiadomo o dzieciństwie i wczesnej dorosłości Baret. Po latach mówiła Bougainville'owi, że była sierotą i straciła fortunę w procesie sądowym. Matka zmarła 15 miesięcy po urodzeniu Jeanne, a ojciec, gdy miała 15 lat. Niektóre szczegóły historii, którą Jeanne przedstawiła Bougainville'owi, były wymyślone, aby chronić Commersona przed oskarżeniem o współudział w mistyfikacji.
Biografka Jeanne, Glynis Ridley, sugeruje, że matka Jeanne mogła być hugenotką. Grupa ta przykłada uwagę do wykształcenia, a Jeanne umiała czytać i pisać. Inny biograf, John Dunmore, sugeruje, że Jeanne uczyła się pod okiem proboszcza lub edukacja została opłacona przez miejscowego szlachcica. Danielle Clode zauważyła, że Jeanne nie podpisała aktu śmierci ojca ani aktu narodzin swojego dziecka. Jej pierwszy znany podpis pochodzi z 1764, co zwiększa prawdopodobieństwo tezy, że pisać nauczył ją Commerson, możliwe, by mogła pomóc mu w pracy. Zawsze podpisywała się własnym nazwiskiem.
Między 1760 a 1764 Baret została zatrudniona jako gospodyni domowa Philiberta Commersona, który osiedlił się w Toulon-sur-Arroux, około 20 km na południe od La Comelle. Jego żona była siostrą miejscowego proboszcza. Pobrali się w 1760. Kobieta zmarła wkrótce po urodzeniu syna w kwietniu 1762. Prawdopodobnie Baret przejęła zarządzanie domem. Już wcześniej zgłębiała wiedzę botaniczną. Zajmowała się zielarstwem.
Baret w 1764 zaszła w ciążę. Francuskie prawo wymagało wówczas od kobiet, które miały pozamałżeńskie dzieci, przedstawienia „świadectwa ciąży”, w którym mogły podać nazwisko ojca dziecka. Zachowało się świadectwo Baret z sierpnia 1764 złożone w mieście oddalonym o 30 km. Świadkami byli dwaj zamożni mężczyźni. Baret odmówiła podania imienia ojca dziecka. Historycy nie mają wątpliwości, że był nim Commerson.
Wkrótce potem Baret i Commerson przeprowadzili się do Paryża, gdzie nadal Jeanne pełniła rolę gospodyni. W tym okresie Baret zmieniła nazwisko na „Jeanne de Bonnefoy”. Jej dziecko, urodzone w grudniu 1764, otrzymało imię Jean-Pierre Baret i zostało oddane do paryskiego szpitala Foundlings. Trafiło do zastępczej rodziny, ale zmarło latem 1765.
W 1765 Commerson został zaproszony do wzięcia udziału w wyprawie Bougainville'a. Ze względu na problemy zdrowotne miał wątpliwości, czy jechać. Baret często pełniła rolę jego pielęgniarki. Na statek mógł zabrać sługę. Kobiety jednak nie miały prawa wejść na statek marynarki francuskiej. Pojawił się pomysł, aby Baret przebrała się za mężczyznę, aby towarzyszyć Commersonowi. Miała dołączyć do wyprawy bezpośrednio przed wypłynięciem statku, udając, że nie zna Commersona.
Przed wyjazdem z Paryża Commerson sporządził testament, w którym pozostawił Jeanne Baret, znanej jako de Bonnefoi, moja gospodyni, ryczałt w wysokości 600 liwrów wraz z zaległymi pensjami i wyposażeniem ich paryskiego mieszkania. Istnieją więc dokumenty potwierdzające ich związek i jest wysoce prawdopodobne, że Commerson wymyślił przebranie Jeanne za mężczyznę. Nigdy jednak nie zawarli związku małżeńskiego.
W końcu grudnia 1766 Baret i Commerson dołączyli do wyprawy Bougainville'a w porcie Rochefort. Zostali przydzieleni do statku magazynowego Étoile. Ze względu na ogromną ilość sprzętu, który Commerson zabrał w podróż, kapitan statku François Chenard de la Giraudais, oddał dużą kabinę na statku Commersonowi i jego „asystentowi”. To dało Baret znacznie więcej prywatności niż na pokładzie zatłoczonego statku. Kabina kapitana dawała Baret dostęp do prywatnej toalety.
Commerson cierpiał na chorobę morską i z powodu wrzodu na nodze, dlatego Baret spędzała z nim większość czasu. Początkowo, dopóki statek nie dotarł do Montevideo, botanicy mieli niewiele do roboty. Na miejscu wyruszali na wyprawy na okoliczne równiny i góry. Z powodu problemów zdrowotnych Commersona Baret wykonała większość pracy, niosąc zapasy i zebrane okazy. W Rio de Janeiro Commerson został na statku, by jego noga mogła się goić. Mimo tego wraz z Baret zebrali okazy rośliny, którą Commerson nazwał bugenwilla.
Następna okazja do zbierania roślin nadarzyła się w Patagonii, gdy statki czekały na pomyślne wiatry, aby przeprawić się przez Cieśninę Magellana. Baret towarzyszyła Commersonowi podczas wypraw po nierównym terenie. Zyskała opinię odważnej i silnej. Commerson nazywał ją swoją bestią pociągową. Oprócz pracy fizycznej, którą Baret wykonywała przy zbieraniu roślin, kamieni i muszli, pomogła też Commersonowi skatalogować okazy i sporządzić notatki.
Relacje z wyprawy różnią się w opisie Baret. Jeanne pojawia się w relacji Bougainville'a, dzienniku prowadzonym przez Commersona i Pierre'a Duclos-Guyota, dzienniku księcia Nassau-Siegen oraz pamiętniku François Vives'a, chirurga na Étoile. Ostatni napisał najwięcej o Baret, ale ze względu na to, że pozostawał w konflikcie z Commersonem, jego relacja, spisana lub poprawiona po czasie, jest pełna insynuacji i złośliwych komentarzy o Commersonie i Baret. Według Bougainville'a plotki, że Baret była kobietą, krążyły od jakiegoś czasu, ale jej płeć została ostatecznie potwierdzona dopiero w kwietniu 1768, gdy ekspedycja dotarła na Tahiti. Gdy Baret i Commerson wylądowali na brzegu, Baret został natychmiast otoczona przez Tahitańczyków, którzy rozpoznali w niej kobietę. Trzeba było odprowadzić ją na statek, aby chronić ją przed podekscytowanymi Tahitańczykami. Bougainville odnotował ten incydent kilka tygodni po zdarzeniu, kiedy wizytował statek Étoile i rozmawiał z Baret. Vivès donosi o wielu spekulacjach na temat płci Baret pojawiających się już na początku podróży. Według niego Baret mówiła, że jest eunuchem, że została wykastrowana przez osmańskich piratów, że wstydzi się swojego ciała i dlatego np. nie przebiera się z kolegami z załogi. Nosiła też pistolet, by bronić się przed resztą męskiej załogi statku. Miała to przyznać podczas spotkania z La Giraudais'em (którego oficjalny dziennik nie przetrwał). Relacja Bougainville'a o zdemaskowaniu Baret na Tahiti nie znajduje potwierdzenia w innych dziennikach wyprawy, chociaż Vivès opisuje podobny incydent, kiedy Baret została rozpoznana jako kobieta przez tahitańskiego Ahu-toru. Vivès opisuje inny incydent w Nowej Irlandii w połowie lipca, kiedy Baret został zaskoczona, rozebrana i „przebadana” przez grupę służących. Duclos-Guyot i Nassau-Siegen również odnotowali, że Baret została zidentyfikowana jako kobieta w Nowej Irlandii, ale nie podali szczegółów.
Ahu-toru wrócił z ekspedycją do Francji, a następnie został przesłuchany w sprawie Baret. Współcześnie uczeni uważają, że Ahu-toru miał Baret za transwestytę, czyli mahu. Jednak inni tubylcy z Tahiti donieśli odwiedzającym później wyspę o obecności kobiety w załodze Bougainville'a. Powiedzieli o tym Jamesowi Cookowi w 1769 i Domingo de Bonechea w 1772.
Po przepłynięciu Pacyfiku załodze zaczęło brakować żywności. Po krótkim postoju na zaopatrzenie w Holenderskich Indiach Wschodnich (obecnie Indonezja) statki zatrzymały się na dłużej na wyspie Mauritius na Oceanie Indyjskim. Wyspa, znana wówczas jako Isle de France, była ważną francuską stacją handlową. Commerson był zachwycony, gdy dowiedział się, że jego stary przyjaciel i kolega botanik Pierre Poivre był gubernatorem wyspy. Comerson i Baret zostali gośćmi Poivre'a. Prawdopodobnie Bougainville popierał pozostanie pary na wyspie, ponieważ w ten sposób pozbył się problemu w postaci kobiety nielegalnie przebywającej na pokładzie jego statku.
Na Mauritiusie Baret nadal pełniła rolę asystentki i gospodyni Commerson. Prawdopodobnie w latach 1770–1772 towarzyszyła mu w zbieraniu roślin na Madagaskarze i wyspie Bourbon. Commerson nadal miał poważne problemy zdrowotne i zmarł na Mauritiusie w lutym 1773. Wydaje się, że w międzyczasie Baret osiedliła się na wyspie, otrzymując w 1770 r. dom w Port Louis, stolicy Mauritiusu.
Po śmierci Commersona Baret prowadziła tawernę w Port Louis. W 1773 została ukarana grzywną w wysokości 50 liwrów za podawanie alkoholu w niedziele. W dniu 17 maja 1774 wyszła za mąż za Jeana Dubernata, podoficera armii francuskiej, który najprawdopodobniej przebywał na wyspie w czasie podróży do domu do Francji. Jeanne wniosła do małżeństwa majątek pochodzący z prowadzenia tawerny i być może z innych przedsięwzięć biznesowych na wyspie.
Nie wiadomo, kiedy Baret i jej mąż przybyli do Francji. Najprawdopodobniej stało się to w 1775. W kwietniu 1776, po zwróceniu się bezpośrednio do Prokuratora Generalnego, Baret otrzymała wskazane w testamencie Commersona pieniądze. Osiedliła się w rodzinnej wiosce męża, Saint-Aulaye w Dordogne. Tam kupili nieruchomość i mieszkali z siostrzenicami i siostrzeńcami obojga.
W 1785 Ministerstwo Marynarki przyznało Baret emeryturę w wysokości 200 liwrów rocznie. Zmarła w Saint-Aulaye 5 sierpnia 1807 w wieku 67 lat.

## W badaniach naukowych
Pierwsza anglojęzyczna biografia Baret autorstwa Johna Dunmore'a została opublikowana dopiero w 2002 i tylko w Nowej Zelandii. Inne artykuły ukazywały się tylko w czasopismach naukowych.
Biografia Baret z 2010 autorstwa Glynis Ridley zwróciła uwagę szerszej publiczności na Baret i pomogła obalić niektóre błędne informacje. Była jednak bardzo krytykowana przez niektórych recenzentów za oparcie się na nieprawdopodobnych spekulacjach, które nie są potwierdzone przez żadne inne pierwotne lub wtórne źródła.
Nowe badania przeprowadzone przez francuskich badaczy dostarczyły informacji na temat życia Jeanne Baret, podobnie jak nowa biografia autorstwa Danielle Clode opublikowana w 2020.

## Dziedzictwo
Commerson nazwał wiele zebranych roślin imionami przyjaciół i znajomych. Jeden z nich, wysoki krzew o ciemnozielonych liściach i białych kwiatach, który znalazł na Madagaskarze, nazwał Baretia bonafidia. Nazwa ta nie przetrwała, ponieważ inna została nadawa roślinom tego gatunku, zanim raporty botanika dotarły do Paryża. Obecnie roślina jest znana jako Turraea. Ponad 6000 gatunków roślin, zwierząt i minerałów odkrytych przez Commersona i Baret znajduje się w Muzeum Historii Naturalnej w Paryżu.
Podczas gdy ponad 70 gatunków roślin zostało nazwanych na cześć Commersona, tylko jeden, Solanum baretiae, honoruje Jeanne Baret, choć sam Commerson chciał, by rośliny zostały nazwane na cześć jego partnerki. W 2012 Solanum baretiae została nazwana na cześć botaniczki przez Erica Tepe, profesora Uniwersytetu Utah, współpracującego z biografką botaniczki, Glynis Ridley. Roślinę znaleziono w południowym Ekwadorze i północnym Peru. Należy do rodziny psiankowatych, tak samo jak ziemniaki, bakłażany czy pomidory.
Nowojorski ogród botaniczny ma w swoich zbiorach rośliny przypisywane Commersonowi, ale uważa się, że zostały zebrane wraz z Jeanne Baret.

## Upamiętnienie
W 2018 Międzynarodowa Unia Astronomiczna nazwała na cześć Jeanne Baret pasmo górskie na Plutonie.
W dniu 27 lipca 2020 Google świętowało jej 280. urodziny za pomocą Google Doodle.
Jeanne Baret została wspomniana w powieści Amitava Ghosha Sea of Poppies z 200. Pojawiająca się w niej fikcyjna postać Paulette Lambert identyfikuje Philippe'a i Jeanne Commerson jako swojego dziadka i ciotkę.